# 下谷菊太郎
下谷 菊太郎（したや きくたろう、1916年（大正5年) - 1994年（平成6年)）は、日本のうぐいす芸者歌手、民謡歌手。
女性。

## 経歴
熊本県生まれ。本名、柴田 菊江。唄上手だった父方の影響を受けて芸を好み、幼くして清元節を師事。10代になる頃には清元 梅菊江の名を許され、天性の美声と情感で郷土に名を知らしめる。その後地元の花柳界に入り、芸者となった。
1948年（昭和23年)にNHK熊本放送局から出演した全国放送で『五木の子守唄』を手拍子で唄い、評判を得たことから民謡習得を志し、しばしば全国放送に出演しながら、上京するまで父の編纂する九州民謡を高め学び続ける。
1953年（昭和28年)に上京し、下谷菊太郎の名でテイチクレコードから民謡歌手としてデビュー。その後コロムビアレコードに移籍し、舞踊小唄などを吹き込んだ。1966年（昭和41年)、キングレコードに移籍。九州民謡を数多く吹き込む。1994年(平成6年)、死去。